# Jorge Mendonça
Jorge Pinto Mendonça  (Silva Jardim, Brasil, 6 de junio de 1954-Campinas, Brasil, 17 de febrero de 2006), más conocido como Jorge Mendonça, fue un futbolista brasileño que jugaba como delantero.

## Fallecimiento
El 16 de febrero de 2006, fue ingresado en el hospital Mário Gatti de Campinas, ciudad donde residía. Allí murió al día siguiente de un ataque al corazón, a la edad de 51 años. Fue enterrado en el cementerio de Asasias.

## Selección nacional
Fue internacional con la selección de fútbol de Brasil en 6 ocasiones. Formó parte de la selección que obtuvo el tercer lugar en la Copa del Mundo de 1978.

### Participaciones en Copas del Mundo
| Mundial                        | Sede      | Resultado    | Partidos | Goles |
| ------------------------------ | --------- | ------------ | -------- | ----- |
| Copa Mundial de Fútbol de 1978 | Argentina | Tercer lugar | 6        | 0     |

## Clubes
| Club          | País   | Año       |
| ------------- | ------ | --------- |
| Bangu         | Brasil | 1971-1973 |
| Náutico       | Brasil | 1973-1976 |
| Palmeiras     | Brasil | 1976-1980 |
| Vasco da Gama | Brasil | 1980      |
| Guarani       | Brasil | 1980-1982 |
| Ponte Preta   | Brasil | 1983-1985 |
| Cruzeiro      | Brasil | 1985-1986 |
| Rio Branco-ES | Brasil | 1986      |
| Paraná Clube  | Brasil | 1987-1989 |
| Ponte Preta   | Brasil | 1989      |
| Paulista      | Brasil | 1989-1991 |

## Palmarés

### Campeonatos regionales
| Título                  | Club      | Estado     | Año  |
| ----------------------- | --------- | ---------- | ---- |
| Campeonato Pernambucano | Náutico   | Pernambuco | 1974 |
| Campeonato Paulista     | Palmeiras | San Pablo  | 1976 |

### Campeonatos nacionales
| Título  | Club    | País   | Año  |
| ------- | ------- | ------ | ---- |
| Serie B | Guarani | Brasil | 1981 |

### Distinciones individuales
| Distinción                                  | Año  |
| ------------------------------------------- | ---- |
| Máximo goleador del Campeonato Pernambucano | 1974 |
| Bola de Prata                               | 1979 |
| Máximo goleador del Campeonato Paulista     | 1981 |
| Máximo goleador de la Serie B               | 1981 |